# اوریاک
اوریاک (به فرانسوی: Aurillac) شهری در شهرستان کانتال در ناحیه اوورنی با جمعیت ۲۹٬۴۷۷ نفر در کشور فرانسه واقع شده‌است